# Osunlade

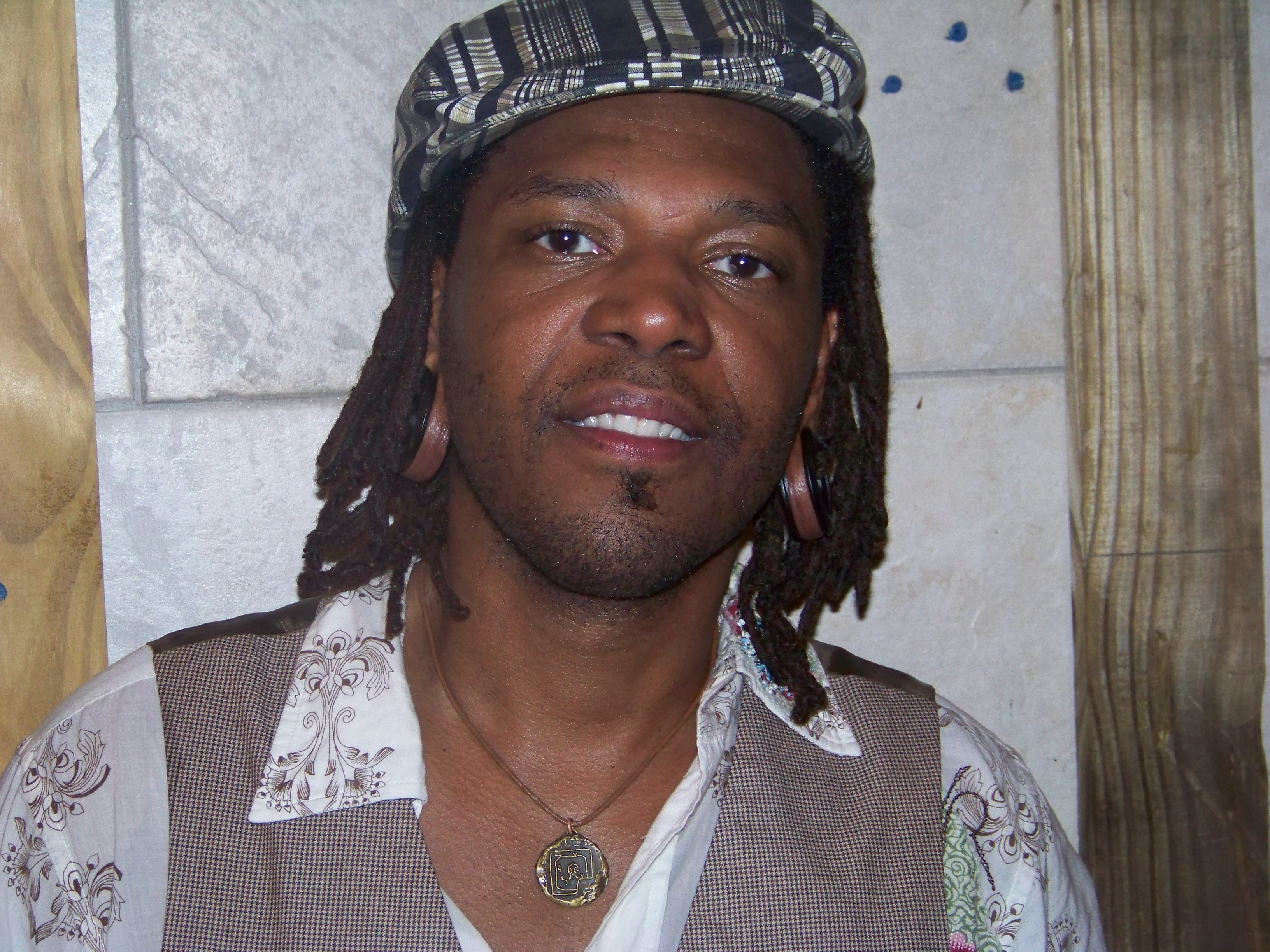
Osunlade (2008)

Osunlade, eigentlich Christian Carlos Warren (* 13. März 1969), ist ein US-amerikanischer Musiker, Musikproduzent, DJ und Labelbetreiber. In seinen Deep-House-Produktionen greift Osunlade Einflüsse aus Soul, Funk, Jazz und traditioneller afrikanischer Musik auf.

## Leben
Der in St. Louis im US-Bundesstaat Missouri aufgewachsene Osunlade beschäftigte sich seit frühester Kindheit mit Musik. Im Alter von 7 Jahren entdeckte er das Klavier und mit 12 Jahren schrieb er erste eigene Musikstücke. Später gründete er verschiedene Bands und brachte sich autodidaktisch das Spiel verschiedener Musikinstrumente bei. 1988 lernte er auf einer Reise nach Hollywood die Choreografin und Sängerin Toni Basil kennen, die ihn bei verschiedenen Musikprojekten integrierte. Unter anderem war Osunlade an der Entwicklung von Musikstücken für die Fernsehserie Sesamstraße beteiligt. Außerdem produzierte er Musikstücke für Luca Bercovicis 1990 veröffentlichte Horrorkomödie Rockula.
Er zog dann von St. Louis nach Los Angeles, wo er fortan als Musikproduzent tätig war. 1991 produzierte er für Interscope Records Teile von Gerardo Mejías Debütalbum Mo' Ritmo, das insbesondere durch die Hitsingle Rico Suave bekannt wurde. Die Single erhielt von der RIAA die Auszeichnung als Goldene Schallplatte.
Durch Gerardo Mejías Chart-Erfolge erhielt auch Osunlade neue Aufträge als Produzent. In den nächsten zehn Jahren war er an der Produktion von mehr als 20 Alben beteiligt. Unter anderem produzierte er Musikstücke für Alben von Candy Dulfer (Sax-A-Go-Go, 1993), Eric Gable (Process Of Elimination, 1994), BlackGirl (Treat U Right, 1994), Marion Meadows (Forbidden Fruit, 1994), Najee (Share My World, 1994), Freddie Jackson (Here It Is, 1994), Toshi Kubota (Sunlight, Moonlight, 1995), Eric Benét (True To Myself, 1996) und Patti Labelle (Flame, 1997). Ende der 1990er Jahre zog er sich zunehmend aus der Arbeit bei den Major-Labeln zurück, um sich seinen eigenen Produktionen zu widmen.
Gleichzeitig setzte sich Osunlade verstärkt mit der westafrikanischen Religion der Yoruba und deren zentralem Instrument der Lebensbewältigung, dem Ifá-Orakel, auseinander. 1999 gründete er sein eigenes Musiklabel Yoruba Records. Es folgten erste Veröffentlichungen unter dem Künstlernamen Osunlade, der auf die afrikanische Gottheit Oshun bezugnimmt und Krone der Oshun bedeutet. 2000 erschien auf Yoruba die Werkschau Yoruba Records: El Primer Año. Sein eigentliches Debütalbum Paradigm erschien 2001 auf Soul Jazz Records.
Es folgten Alben auf Labels wie BBE und Strictly Rhythm. Neben seinen Studioalben produzierte und veröffentlichte Osunlade diverse DJ-Mix-Compilations, unter anderem Offering (2002) und Re-Offering (2005). Für einige Zeit lebte und arbeitete Osunlade in Puerto Rico und später auf der griechischen Insel Santorin, wo er sich auch zu seinem 2006 veröffentlichten Album Aquarian Moon inspirieren ließ. Ebenfalls im Jahr 2006 veröffentlichte Osunlade eine Coverversion von dem Prince-Song Crazy You aus dessen Album Debütalbum For You.
In Deutschland entwickelte sich Osunlades 2011 auf Innervisions veröffentlichte Single Envision zu einem der Clubhits des Jahres. Die Envision Remixes mit Neubearbeitungen von Âme und Dixon waren ebenfalls erfolgreich und wurden von den Lesern der De:Bug zur besten Single des Jahres 2011 gewählt.

## Diskografie (Auswahl)

### Alben
- 2000: Yoruba Records: El Primer Año (Yoruba Records)
- 2001: Paradigm (Soul Jazz Records)
- 2006: Aquarian Moon (BBE)
- 2007: Elements Beyond (Strictly Rhythm)
- 2009: Rebirth (Yoruba Records)
- 2011: Pyrography (Yoruba Records)
- 2013: A Man With No Past Originating The Future (Yoruba Records)
- 2014: Peacock (Yoruba Records)
- 2018: The Quieter You Become The More You Hear (Yoruba Soul)
- 2019: Ache (Yoruba Soul)